# Ocrepeira sorota
Ocrepeira sorota là một loài nhện trong họ Araneidae.
Loài này thuộc chi Ocrepeira. Ocrepeira sorota được Herbert Walter Levi miêu tả năm 1993.